# آتوج
آتوج (به لاتین: Atuc) یک منطقه مسکونی در جمهوری آذربایجان است که در شهرستان قوبا واقع شده است. آتوج ۱۹ نفر جمعیت دارد.